# Abbaye Saint-Jean-Baptiste de Falaise
Pour les articles homonymes, voir Abbaye Saint-Jean-Baptiste.
L'abbaye Saint-Jean-Baptiste de Falaise est un ancien monastère prémontré qui se dressait sur le territoire de la commune française de Falaise, dans le département du Calvados, en région Normandie. L'abbaye est fondée au début du XIIe siècle autour d'une église consacrée en 1127 par Jean, évêque de Séez. Le premier établissement est un hôpital soumis aux règles des chanoines de Saint-Augustin et destiné aux pauvres.
L'abbaye est construite sur des terres comprises entre les remparts de Falaise et la paroisse proche de Guibray. L'ancienne école Saint-Jean, fermée en 2003, occupe son emplacement. Il n'en subsiste que très peu d'éléments architecturaux ou mobiliers.

## Histoire

### La fondation
C'est grâce aux archives de l'abbaye Saint-Josse de Dommartin que nous connaissons les débuts de l'abbaye falaisienne. On y apprend qu'un bourgeois de Falaise nommé Gonfroy fait édifier une église sous le vocable de saint Michel près de l'hôpital qu'il avait fondé et où il se donnait lui-même au service des pauvres. L'évêque de Séez la consacre en 1127.
Quelques années plus tard, plusieurs clercs se réunissent pour édifier une nouvelle église dédiée à Saint Jean-Baptiste ainsi que des dortoirs. L'évêque de Séez la consacre en 1134. La communauté adopte la règle de saint Augustin, comme la plupart des établissements hospitaliers, et devient un prieuré. Roger de Vitry en est le premier prieur.

### XIIesiècle
En 1159, le prieuré falaisien adopte l'habit blanc et la règle de l'ordre Prémontré, afin d'atteindre une plus grande perfection religieuse selon la chronique de Dommartin. L'abbaye Saint-Josse, déjà soutien des premières abbayes prémontrées normandes (La Lucerne et Blanchelande), envoie quelques-uns de ses chanoines à Falaise, et le prieuré devient alors abbaye. L'activité hospitalière de la communauté continue quelque temps, jusqu'à ce que l'Hôtel-Dieu de Falaise soit fondé à l'intérieur de l'enceinte de la ville, vers l'an 1200.
Le patrimoine de l'abbaye s'enrichit au XIIe siècle des prodigalités d'Henri II et de Jean sans Terre.

### XIIIesiècle
Le 14 septembre 1260, l'abbaye accueille la tenue d'une réunion provinciale présidée par l'archevêque de Rouen, Eudes Rigaud. Les évêques de Séez, Avranches, Coutances et Lisieux sont présents.

### XVesiècle
Le 4 novembre 1417, l'armée anglaise occupe Guibray et assiège Falaise depuis les champs Saint-Michel, terres de l'abbaye. L'occupation anglaise qui s'ensuivit ne semble pas avoir troublé la vie conventuelle. Les religieux continuèrent de desservir les chapelles du château, qui dépendaient de l'abbaye. En 1450, l'armée de Jean de Dunois, qui avait établi son quartier général dans l'abbaye, fit également le siège de Falaise depuis les champs Saint-Michel.

### XVIesiècle
En 1541, au temps du premier abbé commendataire nommé par François Ier, Ambroise d'Ossonvilliers, le bâtiment hospitalier originel est détruit. Il réduit le nombre de religieux de 20 à 8, abat les arbres afin de les revendre à son seul profit.
Pendant les guerres de Religion, Louis de Montgommery, second abbé commendataire, ne joua pas le rôle de médiateur auprès de son frère Gabriel de Montgommery, ce dont pourtant l'avait chargé le roi Charles IX. Gabriel de Montgommery s'empara de Falaise en 1568, en fit le sac, et se vit même ouvrir les portes de l'abbaye par son frère, passé lui aussi à la réforme. Louis de Montgommery fut tué le 14 mars 1574 dans son église abbatiale par Thomas Desplanches, officier de l'armée de Matignon venue de Caen.
Les guerres de la ligue continuèrent de ravager l'abbaye, notamment lors du siège de la ville en 1590 par Henri IV, roi protestant que Falaise rejette. L'église est alors endommagée. Le bilan matériel est lourd en 1598, à la fin du conflit, et l'abbaye a perdu la plupart de ses titres, volés ou détruits.

### XVIIesiècle
La chapelle Saint-Michel, datant du XIIe siècle, est détruite en 1629. La réforme du mouvement Prémontré, appelée Réforme de Lorraine et ayant pour but de revenir à une discipline plus austère, provoque des remous profonds, comme dans la plupart des abbayes de l'ordre. A Saint-Jean-Baptiste de Falaise, elle a lieu à la fin de l'année 1635, après quelques épisodes violents entre réformistes et anti-réformistes soutenus par Philippe Troussey le jeune, abbé de Blanchelande.

### XVIIIesiècle
Sous le nouveau régime monacal, l'abbaye connaît la prospérité matérielle et morale. Des travaux renouvellent presque totalement l'ensemble des bâtiments conventuels et l'église s'enrichit de mobilier et d'ornements liturgiques. Rien qu'en 1689, l'abbaye dépensa 4 492 livres d'ornements. Le nombre des religieux se monte à dix-sept en 1770, une douzaine en 1790.

### À la Révolution française
L'abbaye est dépouillé de ses biens en 1790 et les religieux se dispersent définitivement. Des tableaux peints par un anonyme à la façon d'Eustache Restout (religieux de l'abbaye de Mondaye qui fut graveur et peintre), les stalles du chœur, une chaire à prêcher et un lutrin sont transportés à l'église de la Trinité de Falaise. L'église Saint-Gervais de Falaise reçoit deux tableaux, dont l'adoration des mages, copie librement inspirée de la gravure de Lucas Vorsterman d'après un tableau de Rubens. L'église sert de caserne en 1793 et est rasée en 1797. Le logis abbatial est vendu pour 9 000 livres.

### XXesiècle
Les vestiges de l'abbaye sont détruits par les bombardements de 1944, sauf une aile de bâtiment conventuel.

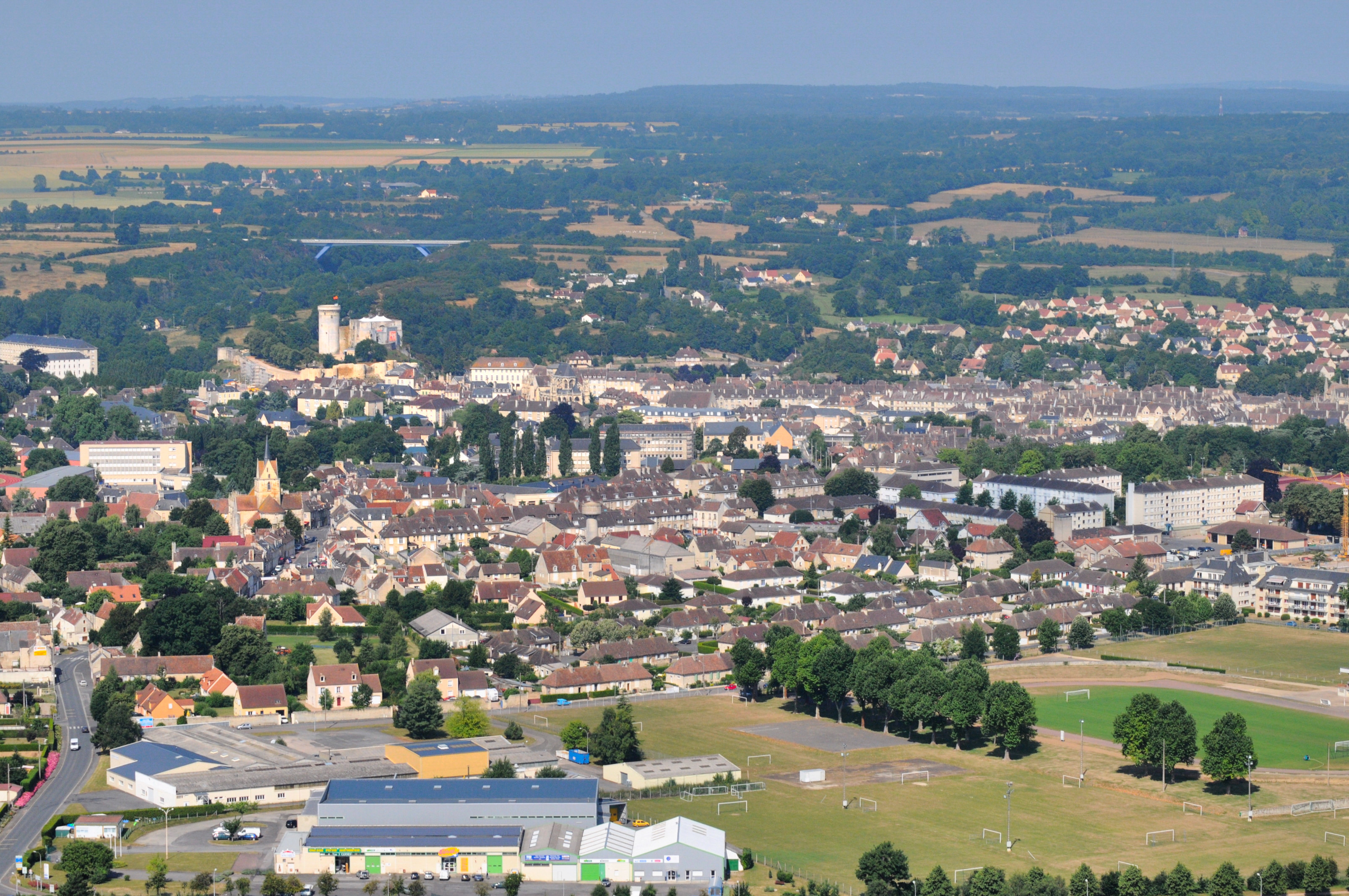
Vue aérienne de Falaise. L'église Notre-Dame de Guibray en avant-plan à gauche. Entre cette paroisse et les remparts se trouvaient les terres de l'abbaye.

### De nos jours

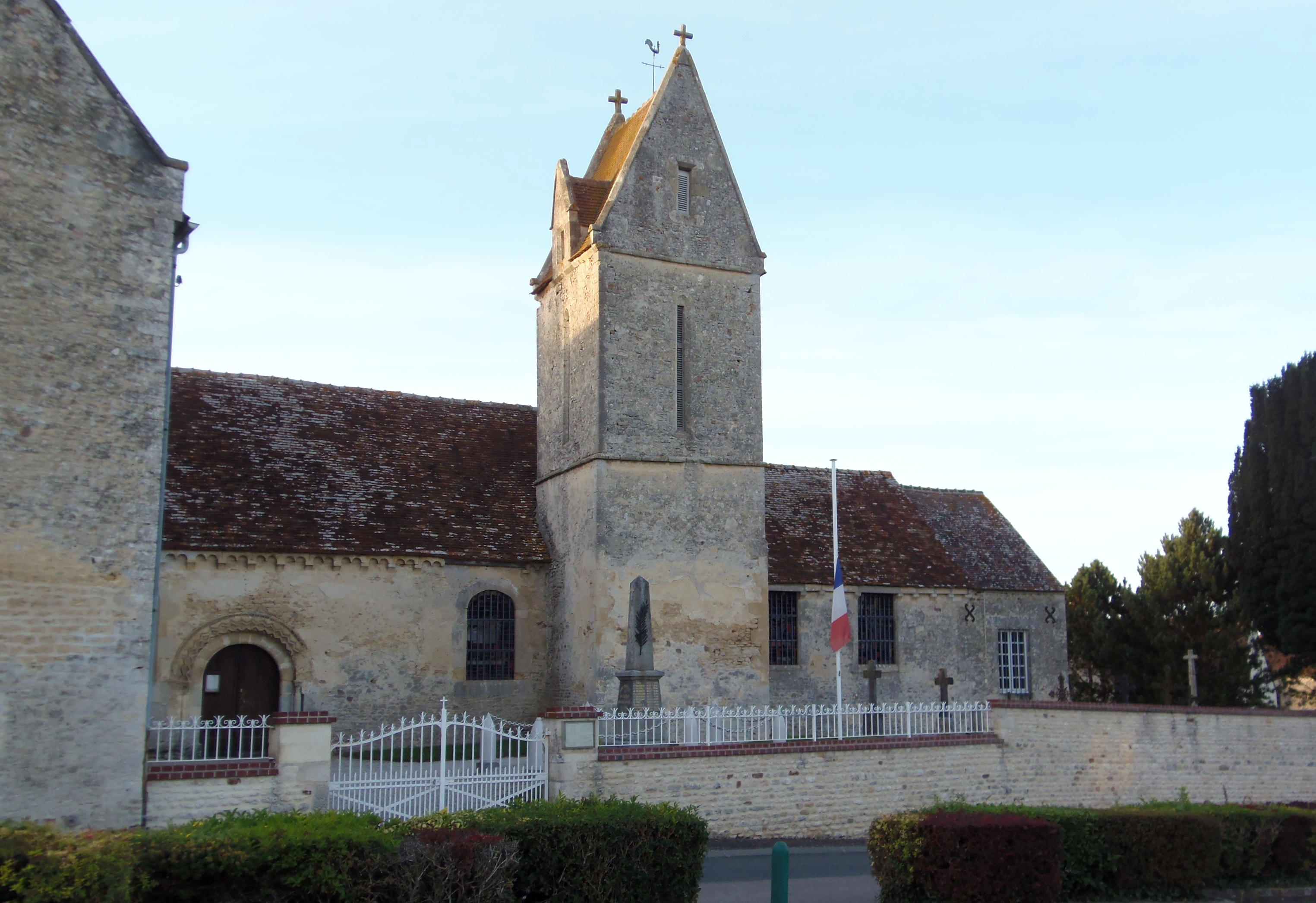
Église de Saint-Pierre-du-Bû.

Dans la cour de l'ancienne école Saint-Jean subsiste la seule aile de bâtiment conventuel qui ait survécu. Il s'agit d'un bâtiment de deux étages qui comprenait la sacristie et la salle capitulaire au rez-de-chaussée, la bibliothèque au premier étage, et des chambres au deuxième étage.
La rue du champ Saint-Michel rappelle le souvenir de l'hôpital, son église et celui de la foire Saint-Michel, octroyée au prieuré en 1157 par Henri II.
La rue des Prémontrés désigne l'emplacement de l'ancienne abbaye.
Dans l'église Saint-Gervais de Falaise est accrochée une Adoration des bergers provenant de l'abbaye.
L'église de la Trinité de Falaise possède un lutrin transféré de l'abbaye en 1791, une chaire à prêcher et un tableau Saint-Norbert.
Au château de Falaise subsiste la chapelle castrale Saint-Prix du grand donjon (très restaurée), qui était desservie par les Prémontrés de Saint-Jean-Baptiste.
Certaines pièces (des tableaux et un chasublier) seraient encore présentes dans l'hôtel de ville de Falaise[réf. nécessaire].
À Saint-Pierre-du-Bû, on peut voir l'église paroissiale et la maison prieurale qui dépendait de l'abbaye, construite en 1735.

## Liste des abbés
Liste des plus marquants :

- Robert de Thaon ( -1187)
- Gautier de Vitry (1177-1209)
- Étienne II
- Raoul le Luctier (attesté en 1310)
- Jean Dodeman
- Regnault Méchin ( -1354)
- Robert Grenge ( -1451)
- Philibert de l'Espinasse (1470-1479)
- Jean Jouquin (1479-1506)
- Thomas de Malebiche (1506-1510)
- Robert Morel (1516-1521)
- Jean de Glatigny (1521-1540)

Abbés commendataires
- Ambroise d'Ossonvilliers (1540-1555)
- Louis de Montgommery (1555-1574)
- Claude de Vieux-Pont (1575-1580)
- Jean de Vieux-Pont (1580-1623)
- André Frémiot (1623)
- René Marescot (1623-1649)
- André Mondain (1649-1650)
- Paul de Machault (1650-1684)
- Pierre-Félix de Paradis d'Albon (1684-1708)
- Charles de Beaupoil de Sainte-Aulaire (1708-1757)
- Gabriel de Gauchat (1757-1776)
- M. d'Estocquois de Schulemberg (1777-1779)
- Jean-Antoine de Noguès (1779-1790)

## Dépendances

### Prieurés-cures
- Avoine (Orne) : Chapelle Saint-Philbert, reçue en 1212. Église Saint-Aignan, droit de présentation reçu en 1231.
- Bailleul (Orne)
- Beaumais (Calvados)
- Boucé (Orne)
- Commeaux (Orne)
- Loucé (Orne)
- Saint-Martin du Bû (Calvados)
- Saint-Pierre-du-Bû (Calvados)

### Chapelles
- Dans le château de Falaise, les Prémontrés célébraient des messes dans les deux chapelles : Saint-Nicolas située dans la basse-cour[11] et Saint-Prix, dans le grand donjon. À Saint-Nicolas, ils administraient les sacrements aux gouverneurs et habitants du château, contre un revenu qu'ils percevaient chaque année.
- À Cordey (Orne), l'abbaye célébrait une fois par an une messe à la chapelle Saint-Gilles.
- À Guibray, les religieux célébrait la messe le jour de la Saint-Clair dans la chapelle du même nom.

### Oratoire
- Au manoir de Couvrigny, près de Saint-Pierre-du-Bû.

## Description

### L'église
Un acte de réconciliation de 1658 mentionne la reconstruction de la nef. Un orgue et un jubé sont installés en 1676. L'église est rasée en 1797.

### Les bâtiments conventuels
Les bâtiments conventuels, situés au sud de l'église, sont achevés en 1758. Un bâtiment dont le rez-de-chaussée était voûté, subsistait encore en partie après la Révolution et a été détruit en 1944. Le bâtiment orienté sud-est et qui contenait la salle capitulaire voûtée est celui qui existe encore aujourd'hui.

### Le logis abbatial
Le logis abbatial du XVIe siècle est reconstruit en 1730 par l'architecte Pierre Queudeville, à qui on attribue également un logis de l'abbaye d'Ardenne à Caen.

### Le mobilier
La bibliothèque de l'abbaye a été transférée à l'hôtel de ville de Falaise après la Révolution, puis à la bibliothèque municipale de Caen.

## Blason
De gueules à l'Agnus Dei d'argent tenant l'oriflamme d'argent chargée d'une croix de gueules. A la fleur de Lys d'or au canton dextre du chef.